# زی الیاس
زی الیاس (به پرتغالی: José Elias Moedim Júnior) هافبک اهل برزیل است که در شهر سائوپائولو و در تاریخ ۲۵ سپتامبر ۱۹۷۶ به دنیا آمده‌است.
زی الیاس در تیم‌های فوتبال کورینتیانس ،بایر ۰۴ لورکوزن،اینتر میلان، بولونیا، المپیاکوس و جنوا سابقهٔ حضور دارد. این بازیکن همچنین در سال، 1995 – 1999 22 بار برای، تیم ملی فوتبال برزیل به میدان رفته‌است 